# Cruscadas
Cruscadas (en francès Cruscades) és un municipi francès situat al departament de l'Aude i a la regió d'Occitània.